# Wolfram Pirchner

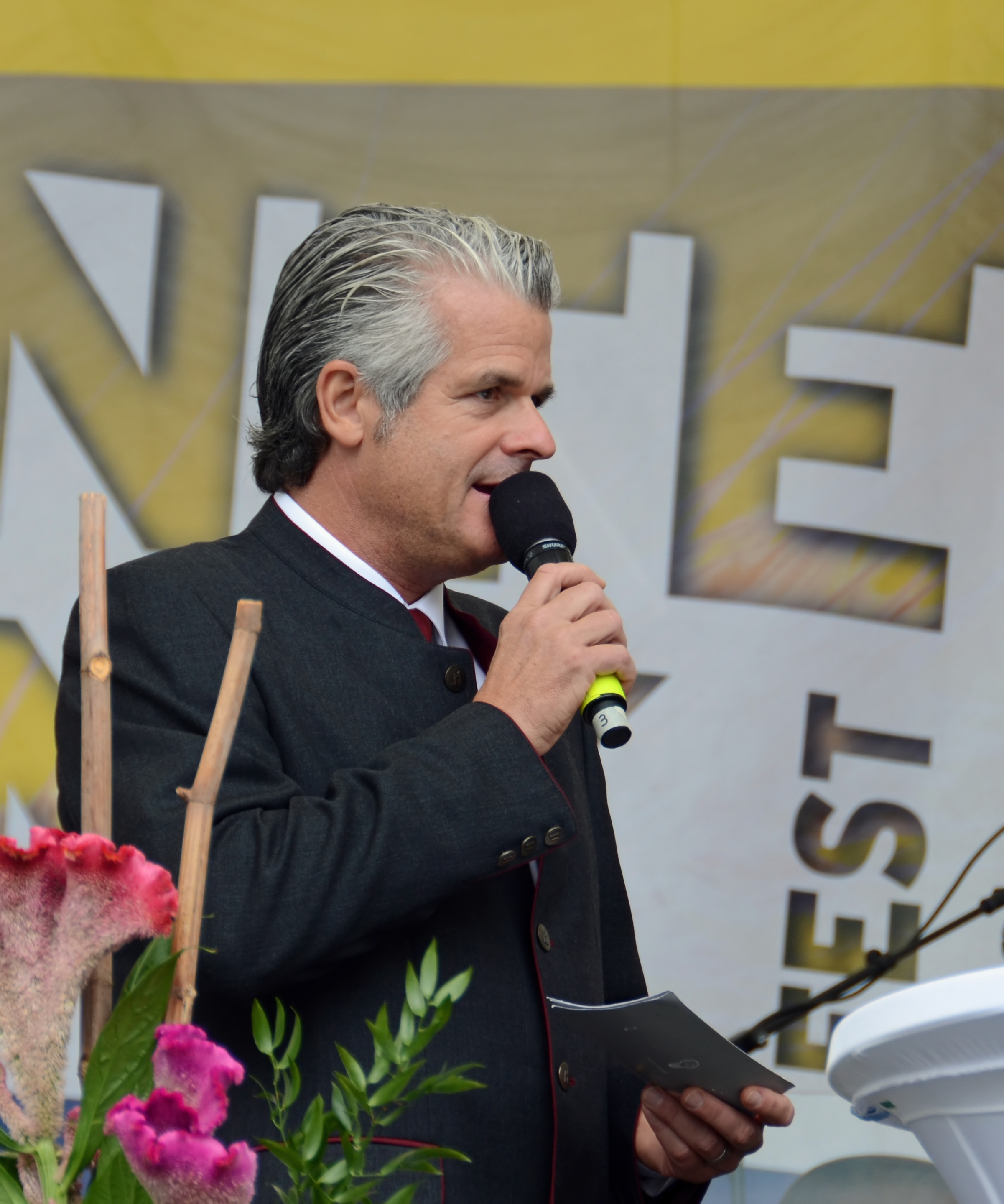
Wolfram Pirchner, 2012

Wolfram Pirchner (* 21. April 1958 in Innsbruck, Tirol) ist ein österreichischer Unternehmer und ehemaliger Radio-/TV Journalist und Moderator. Von Oktober 2023 bis Juli 2024 war er für die ÖVP Mitglied des Europäischen Parlaments.

## Leben
Pirchner studierte Anglistik und Musikerziehung an der Universität Innsbruck, Musikpädagogik an der Musikhochschule für Musik und darstellende Kunst jeweils in Salzburg. Weiters absolvierte er einen akademischen Lehrgang „Akad. Mentalcoach“ an der Universität Salzburg und am Mentalcollege in Bregenz. Nach Absolvierung des Präsenzdienstes arbeitete Pirchner als Journalist im ORF-Landesstudio Tirol, ab 1988 moderierte er die tägliche TV-Sendung „Tirol Heute“, daneben zusätzlich die Bundeslandsendung „Österreich Heute“.
1989 kündigte Pirchner beim ORF und übersiedelte zu SAT 1 BAYERN nach München, wo er alternierend Beitragsgestalter und Moderator war.
1993 kehrte Pirchner zum ORF zurück und moderierte gemeinsam mit Hannelore Veit die ZIB 1. und ab März 1995 die erfolgreichste Vorabendsendung des ORF, Willkommen Österreich. Zusätzlich präsentierte er alljährlich die Vorentscheidung zum Grand Prix der Volksmusik. Weiters moderierte er Musikshows wie die Starnächte am Wörthersee, im Montafon und in Wien, sowie viele mehr. In dieser Zeit war Pirchner unter der NÖ Landesintendantin Dr. Monika Linder auch Sportchef im Landesstudio NÖ.
Von 1999 bis 2003 moderierte Pirchner Sport am Sonntag. Nach einem kurzen Wechsel zurück zum Aktuellen Dienst, Heute in Österreich, kehrte er zu seinen Wurzeln zurück und präsentierte das Vorabendmagazin Heute Leben. 2017 verließ Pirchner in beiderseitigem Einvernehmen den ORF.
2004 und 2005 wurde Pirchner als „Beliebtester Moderator“ mit dem TV-Publikumspreis Romy geehrt.
Ab 2010 arbeitete Pirchner als Mentalcoach und Lebensberater und schrieb 4 Bestseller („Nur keine Panik“, „Nicht ohne meinen Schweinehund“, „Keine Panik vor dem Alter(n)“ und „Nur keine Krise“ – alle im AMALTHEA Verlag erschienen).
Pirchner hat 2 Kinder. Intensiv engagierte er sich für die Kinderkrebshilfe Tirol/Vorarlberg/Südtirol und für „Hilfe im eigenen Land“. Pirchner ist dreifacher Lebensretter, darunter 2004 seine Tochter Sophie betreffend.

## Politik
Im Dezember 2017 setzte sich Pirchner bei der Landtagswahl in Niederösterreich 2018 intensiv für die Volkspartei Niederösterreich ein und wurde weiters für die Europawahl 2019  auf den sechsten Listenplatz der ÖVP gereiht. Das angestrebte Mandat erreichte er nicht.
Nach dem Wechsel von Simone Schmiedtbauer in die Landesregierung Drexler rückte Pirchner am 17. Oktober 2023 für sie als EU-Abgeordneter nach.

## Publikationen (Auswahl)
- 2014: Nur keine Panik: mein Weg zurück ins Leben, Amalthea, Wien 2014, ISBN 978-3-85002-867-7
- 2015: Nicht ohne meinen Schweinehund! Mein Weg zum lustvollen Leben, Amalthea, Wien 2015, ISBN 978-3-85002-918-6
- 2016: Nur keine Krise: meine 52 Mental-Tipps, Amalthea Signum, Wien 2016, ISBN 978-3-99050-032-3
- 2018: Keine Panik vor dem Alter(n): Zu jung, um alt zu sein, Amalthea Signum, Wien 2018, ISBN 978-3-99050-107-8

## Belege
1. ↑  Mag. Wolfram Pirchner - Psychologische Berater - Telefon - Kontakt - Gewerbe und Handwerk - Firmen A-Z. Ehemals im Original (nicht mehr online verfügbar); abgerufen am 4. Mai 2019. (Seite nicht mehr abrufbar. Suche in Webarchiven)
2. ↑  Wolfram Pirchner kandidiert auf der Landesliste der ÖVP Niederösterreich für die Landtagswahl 2018. tips.at, 21. Dezember 2017
3. ↑  Wolfram Pirchner auf den Webseiten des österreichischen Parlaments
4. ↑  Wolfram Pirchner kandidiert auf der Landesliste der ÖVP Niederösterreich für die Landtagswahl 2018. Artikel vom 21. Dezember 2017, abgerufen am 10. Jänner 2018.
5. ↑  Landtagswahl 2018: Promi-Quereinsteiger: ÖVP präsentierte Team für Wahl. Artikel vom 21. Dezember 2017, abgerufen am 10. Jänner 2018.
6. ↑  EU-Wahl: ÖVP beschloss Kandidatenliste einstimmig. Artikel vom 21. Jänner 2019, abgerufen am 21. Jänner 2019.
7. ↑  orf.at: ÖVP mit „breitem Team“ zur EU-Wahl. Artikel vom 21. Jänner 2019, abgerufen am 21. Jänner 2019.
8. ↑  Ex-Moderator Wolfram Pirchner folgt ÖVP-Politikerin Schmiedtbauer im EU-Parlament nach. In: DerStandard.at/APA. 11. Oktober 2023, abgerufen am 12. Oktober 2023.
9. ↑  08 11 2023 Um 15:26: „Stimme für Regionen und Senioren“: Wolfram Pirchner startet als... 8. November 2023, abgerufen am 9. November 2023.

| Personendaten    | Personendaten              |
| ---------------- | -------------------------- |
| NAME             | Pirchner, Wolfram          |
| KURZBESCHREIBUNG | österreichischer Moderator |
| GEBURTSDATUM     | 21. April 1958             |
| GEBURTSORT       | Innsbruck                  |